# Bisse
Bisse é um município da Hungria, situado no condado de Baranya. Tem 13,8 km² de área e sua população em 2019 foi estimada em 198 habitantes.